# Nordamerika Native Museum

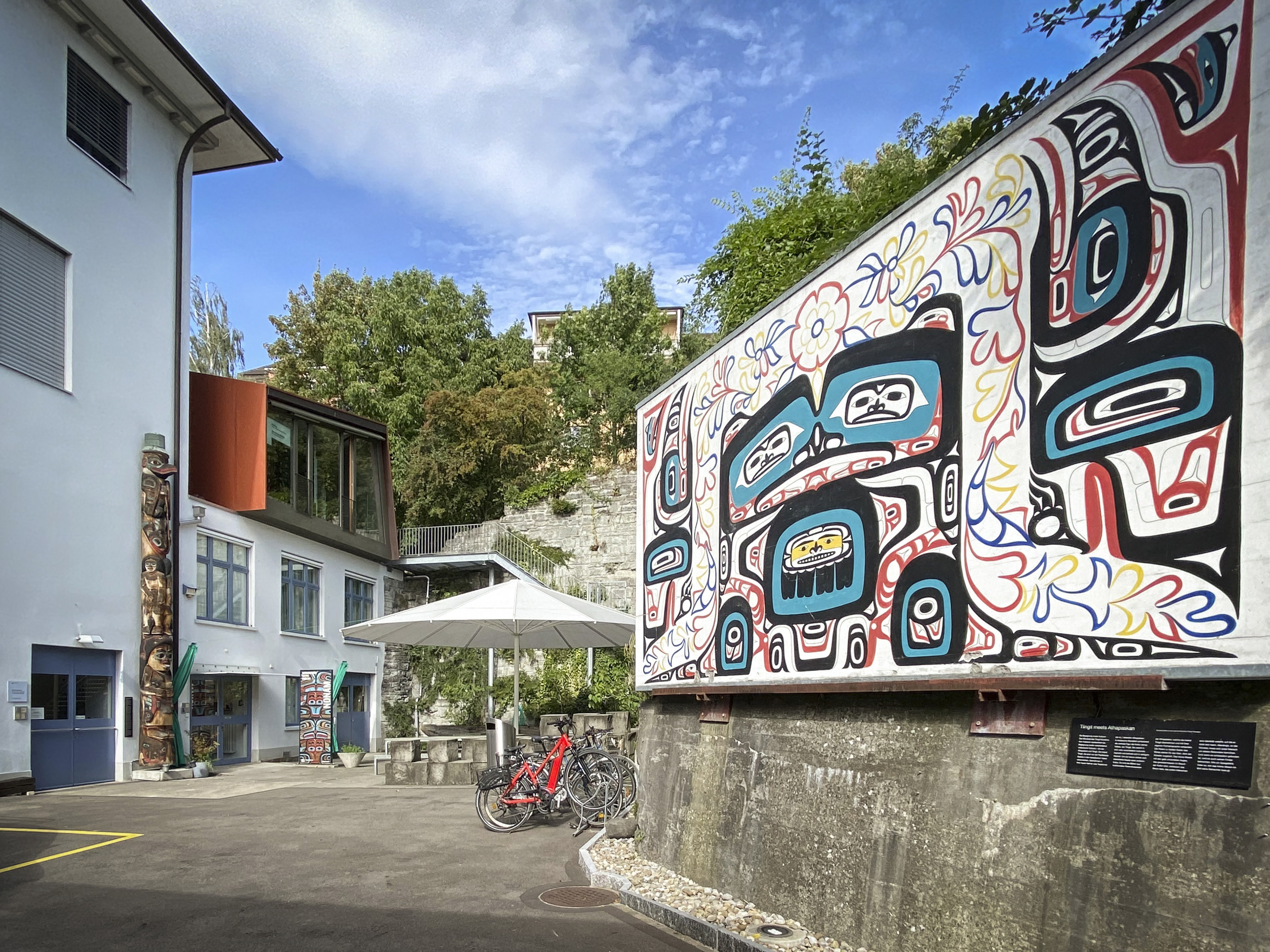
Museumsgebäude mit Holzpavillon und Hof

Das Nordamerika Native Museum (NONAM) ist eines der wenigen Museen in Europa, die sich ausschliesslich den indigenen Kulturen Nordamerikas widmen – First Nations, Métis und Inuit in Kanada sowie Native Americans und Alaska Natives in den USA. Das Museum fördert das Verständnis für die Vergangenheit, Gegenwart und Zukunft der indigenen Nationen, beleuchtet die kulturelle Vielfalt und bietet spannende Einblicke in unterschiedliche Lebensrealitäten. Es engagiert sich für eine vielstimmige Auseinandersetzung mit stereotypen Wahrnehmungen des indigenen Nordamerika und fördert Dialoge und Begegnungen mit indigenen Personen aus verschiedenen Nationen und Tätigkeitsbereichen.

## Geschichte
Das NONAM basiert auf der ehemals privaten Sammlung Hotz. Die Stadt Zürich erwarb die Sammlung 1961 und präsentierte sie ab 1963 im neu erschaffenen Indianermuseum in einem Schulhaus in Zürich-Aussersihl. Bis 1977 stand das Museum unter der Leitung von Gottfried Hotz. Sein Nachfolger Hans Läng baute die Sammlung weiter aus. Im Museumsbestand befindet sich eine umfassende Sammlung der Bildtafeln und Vignetten von Karl Bodmer aus dem Buch Reise in das innere Nord-America in den Jahren 1832 bis 1834 von Maximilian zu Wied-Neuwied.
Seit 1993 werden die Wechselausstellungen aus dem Fundus der Sammlung durch thematische Sonderausstellungen ergänzt. 2003 wurde das Indianermuseum in Nordamerika Native Museum umbenannt. Gleichzeitig bezog es grössere Räumlichkeiten an der Seefeldstrasse 317 beim Bahnhof Tiefenbrunnen. Neben der permanenten Sammlungsausstellung werden regelmässig auch Sonderausstellungen zu historischen und aktuellen Themen gezeigt. Der Neubau eines Pavillons über dem Empfangsgebäude im Winter 2008/2009 ermöglicht Kulturprogramme, Workshops und Angebote der Kulturvermittlung. Der Pavillon wurde 2009 mit dem Prix Lignum, dem Holzpreis Schweiz ausgezeichnet.
2011 produzierte das Schweizer Fernsehen in Zusammenarbeit mit dem NONAM den Netz-Natur-Beitrag Ehre sei den Tieren.
Anlässlich des 50-jährigen Jubiläums akquirierte das Museum mit Unterstützung des Lotteriefonds des Kantons Zürich mehr als 50 Werke Zeitgenössischer Indigener Kunst, welche die historisch basierte Sammlung substanziell erweiterten. Mit der neu etablierten Sammlungsrichtung wurden zeitgenössische Aspekte, indigene Perspektiven und kritische Dialoge des 21. Jahrhunderts sowohl in der Sammlung als auch in der permanenten Ausstellung verankert. Zeitgenössische Indigene Kunst ist ein zentraler Bestandteil aller Bereiche der Museumsarbeit des NONAM. Indigene Kunstschaffende sind regelmässig im NONAM zu Gast und treten in Führungen, Artist Talks und Workshops mit dem Museumspublikum in Austausch.
2023 war das Museum Cerny aus Bern zu Gast. Mit der Ausstellung Sedna – Mythos und Wandel in der Arktis feierte das NONAM mit alten Bekannten und vielen neuen Werken aus der Sammlung Cerny 20 Jahre im Seefeld und 60 Jahre Museum.

## Programme

### Dauerausstellung
Die Dauerausstellung steht unter dem Namen Von fremden Federn und anderen Geschichten (seit April 2021) und zeigt das indigene Nordamerika in seiner kulturellen Vielfalt. In der Dauerausstellung werden mehr als 700 Objekte aus sechs verschiedenen Regionen der USA und Kanadas gezeigt. Der Museumsparcours führt durch die Plains und Prärien, durch das nordöstliche Waldland und die Subarktis, hinauf in die Arktis, entlang der Nordwestküste bis in die Wüsten im Südwesten der USA. Die Besuchenden werden mit Kunst und Kultur der First Nations, Inuit, Native Americans und Native Alaskans vertraut gemacht und erhalten einen Einblick in die äusserst unterschiedlichen Lebensbedingungen in den einzelnen Regionen. Sie wurde im Jahr 2021 komplett überarbeitet.

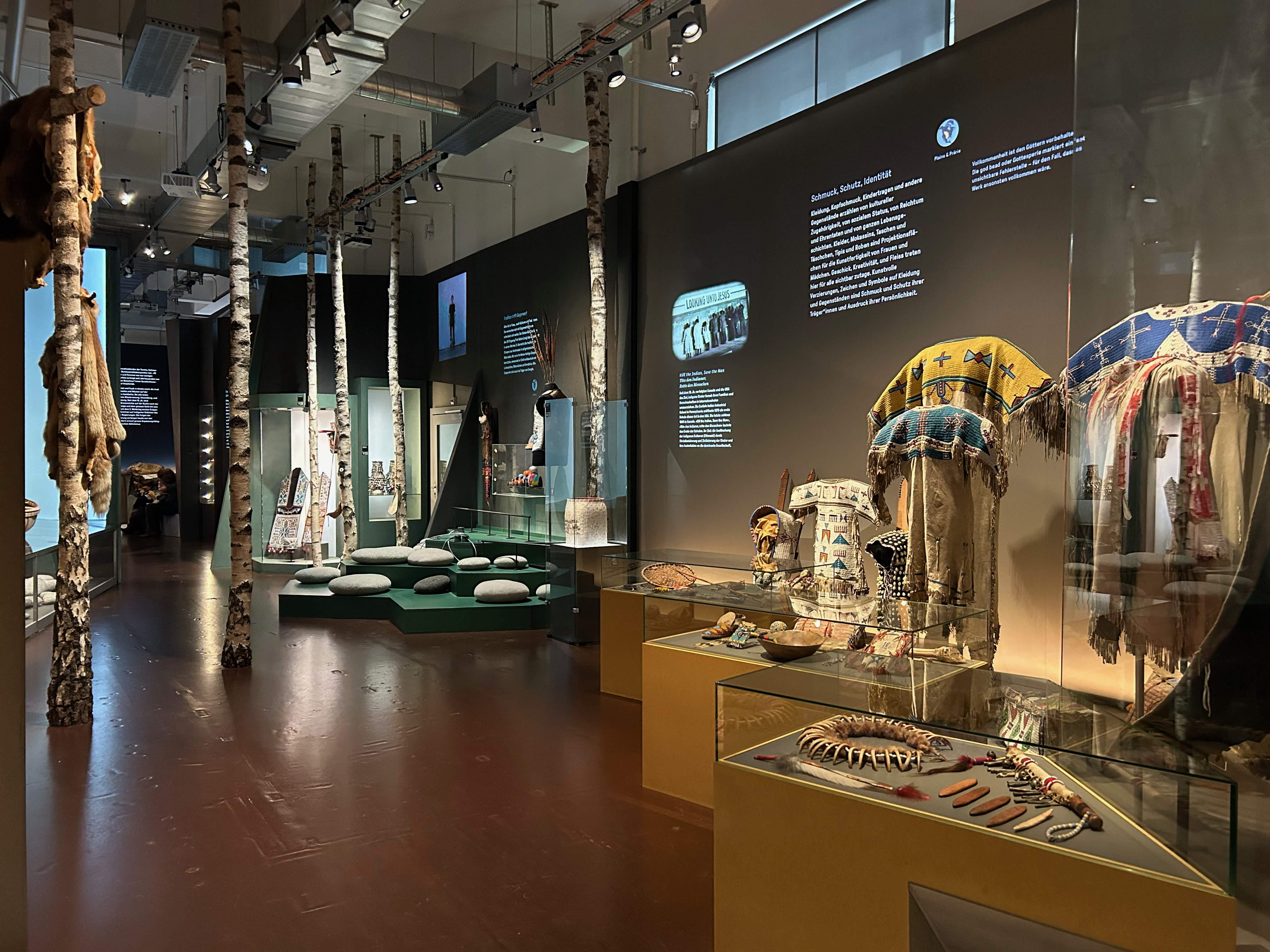
Dauerausstellung
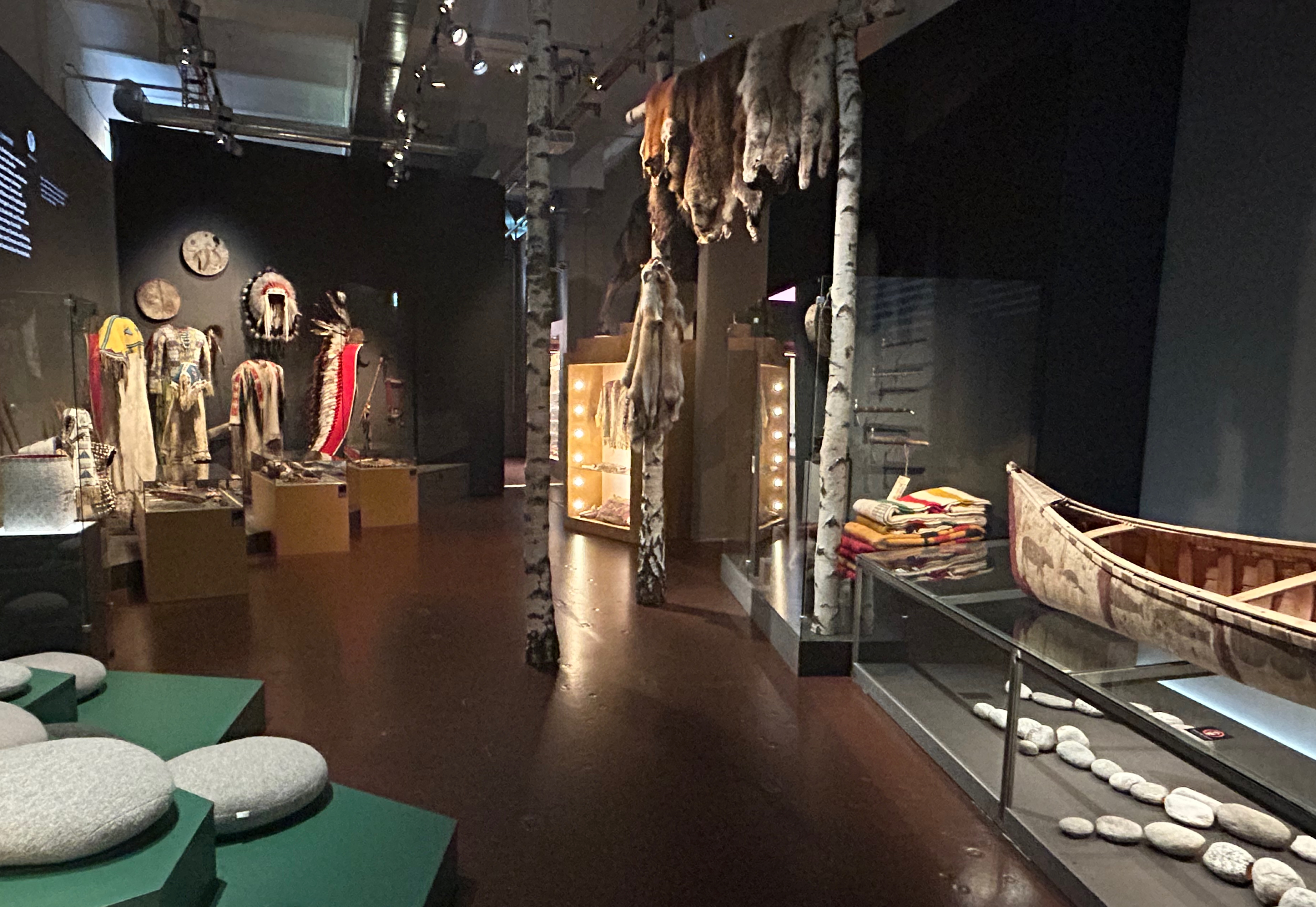
Dauerausstellung
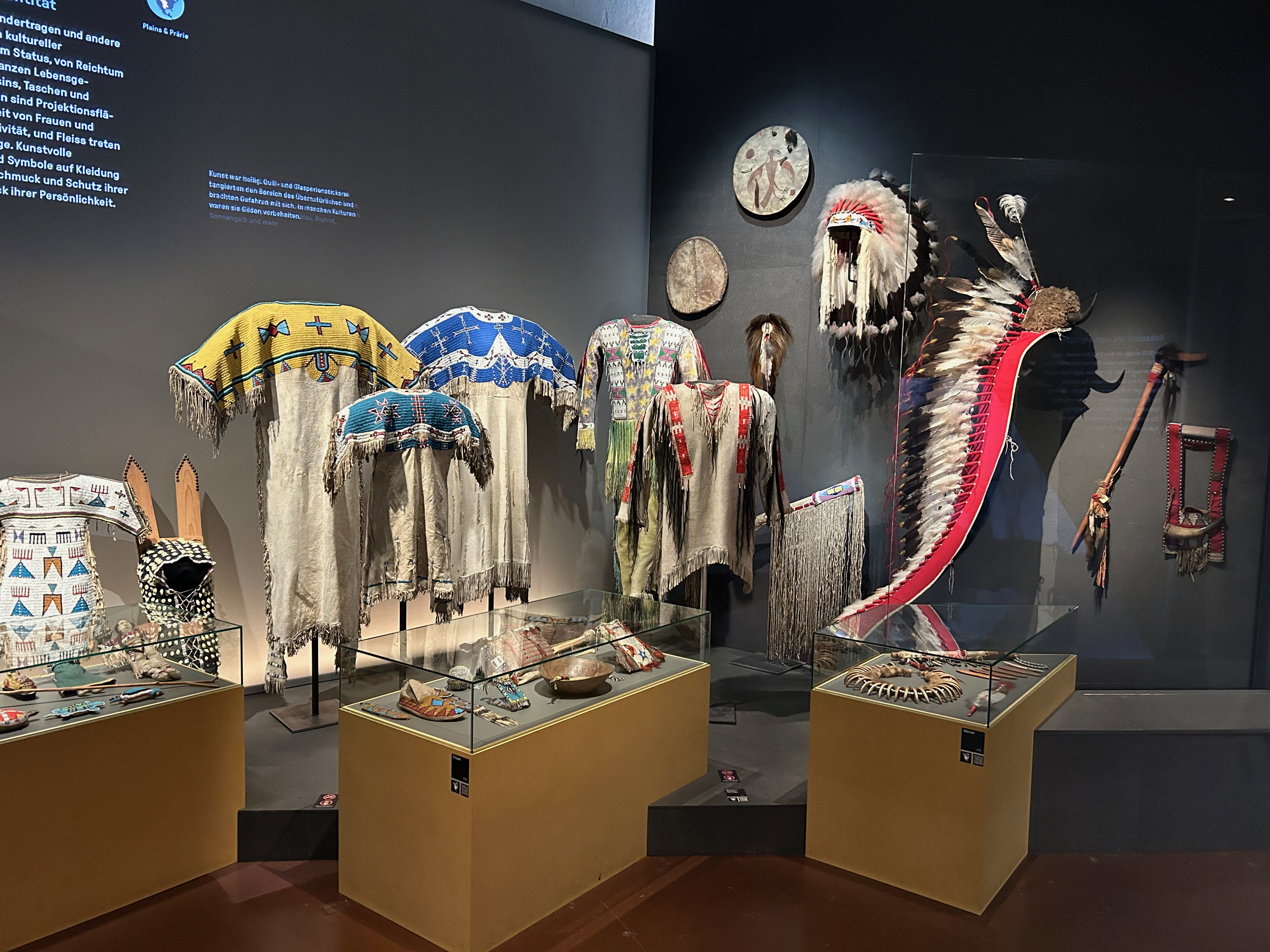
Kleidung, Schmuck
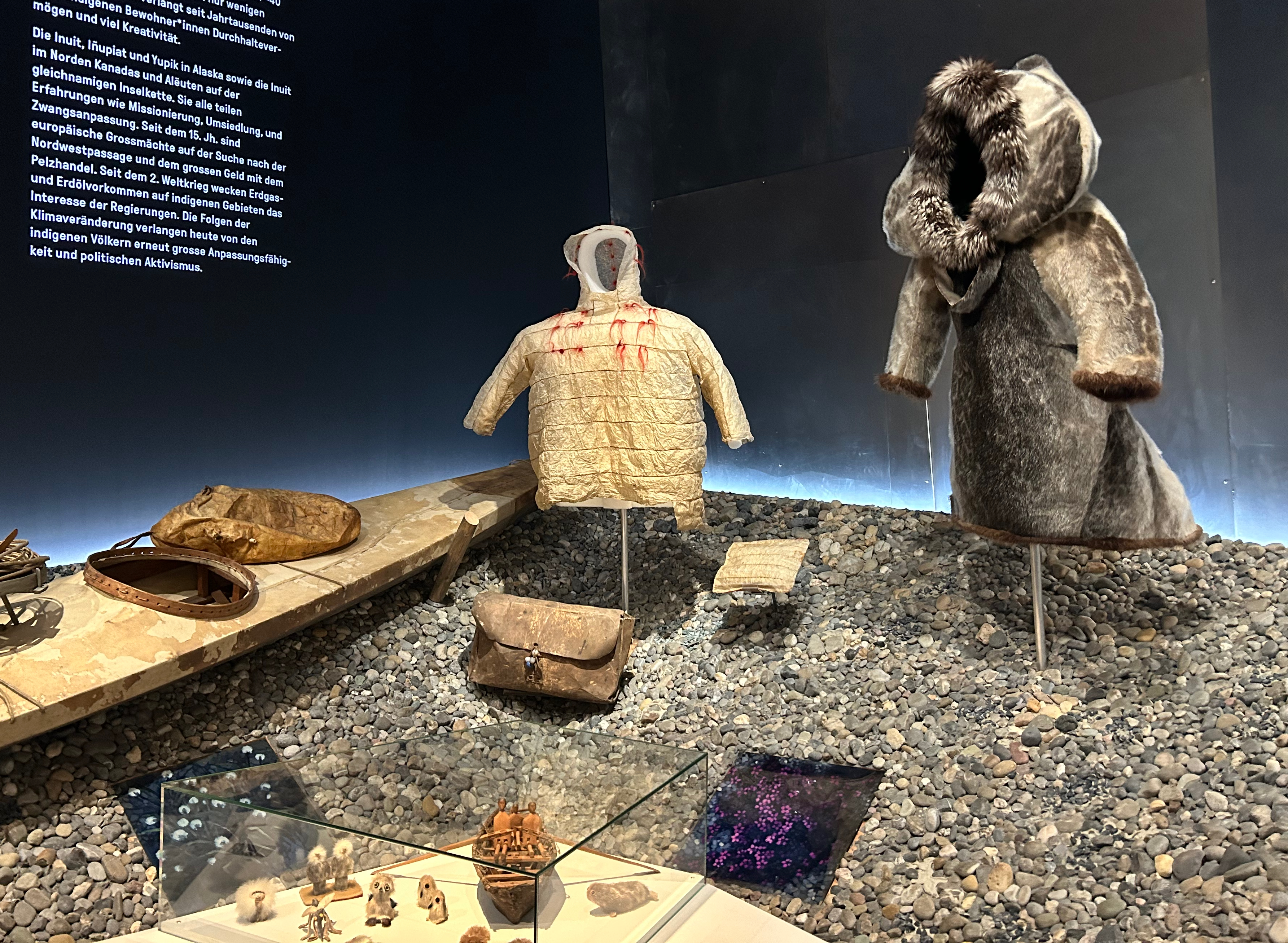
Kulturareal Arktis
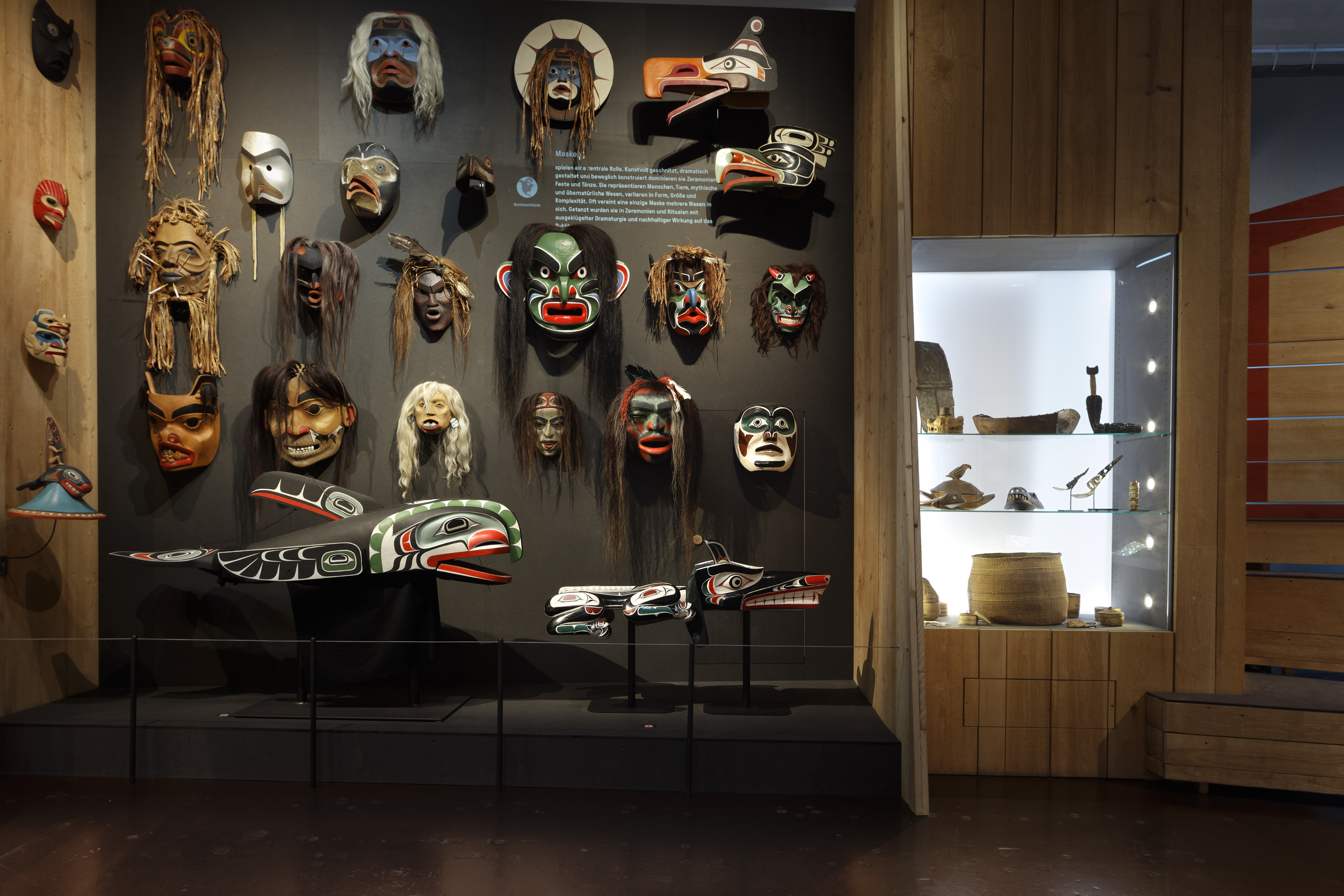
Masken in der Dauerausstellung
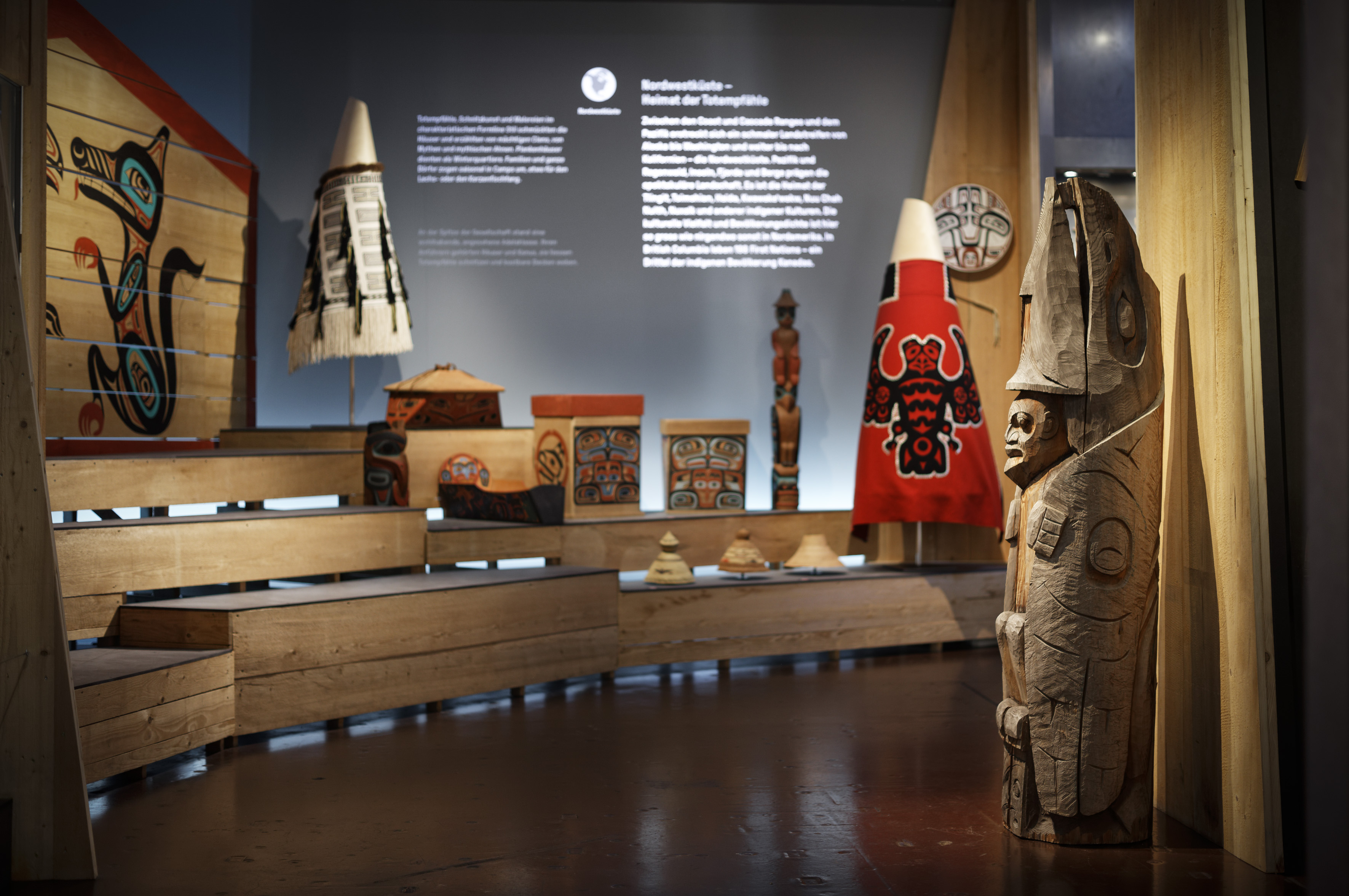
Kulturareal Nordwestküste

### Bodmer-Galerie
In der Bodmer-Galerie ist eine Auswahl an Kupferstichen des Zürcher Indianermalers Karl Bodmer aus dem Werk Reise in das innere Nord-America in den Jahren 1832 bis 1834 zu sehen. Aus konservatorischen Gründen werden die handkolorierten Illustrationen regelmässig ausgewechselt. Mehrmals im Jahr wird eine neue Folge der kostbaren Originale im Original gezeigt. Alle übrigen Bodmer-Tableaus und -Vignetten sind permanent und mit Zoom-in-Funktion verfügbar.

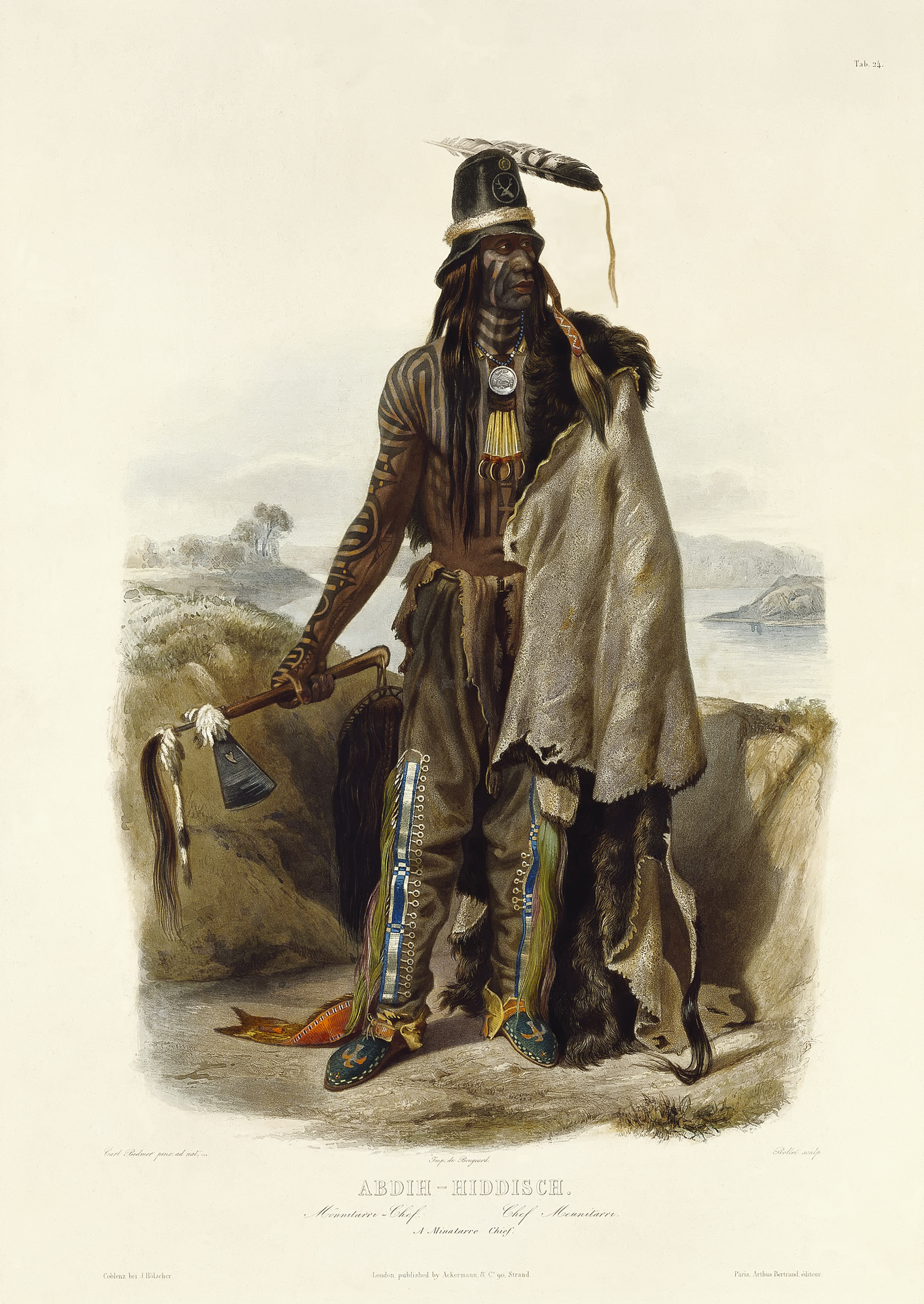
Abdih-Hiddisch. Mönnitarri-Chef. Tableau 24 vom Karl Bodmer. Original kolorierte Aquatinta um 1839 aus dem Museumsbestand.
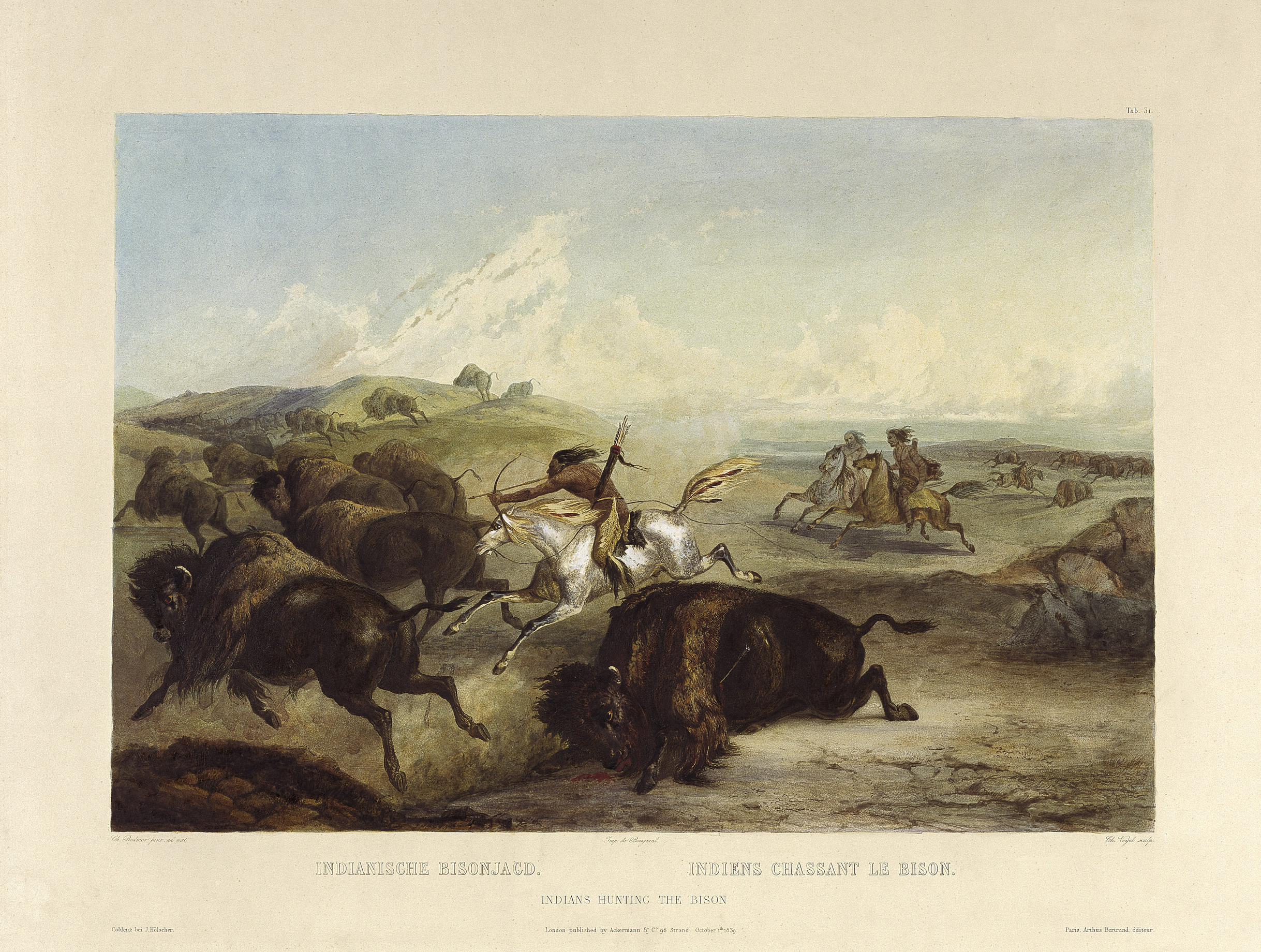
Indianische Bisonjagd. Tableau 31. Original kolorierte Aquatinta um 1839.
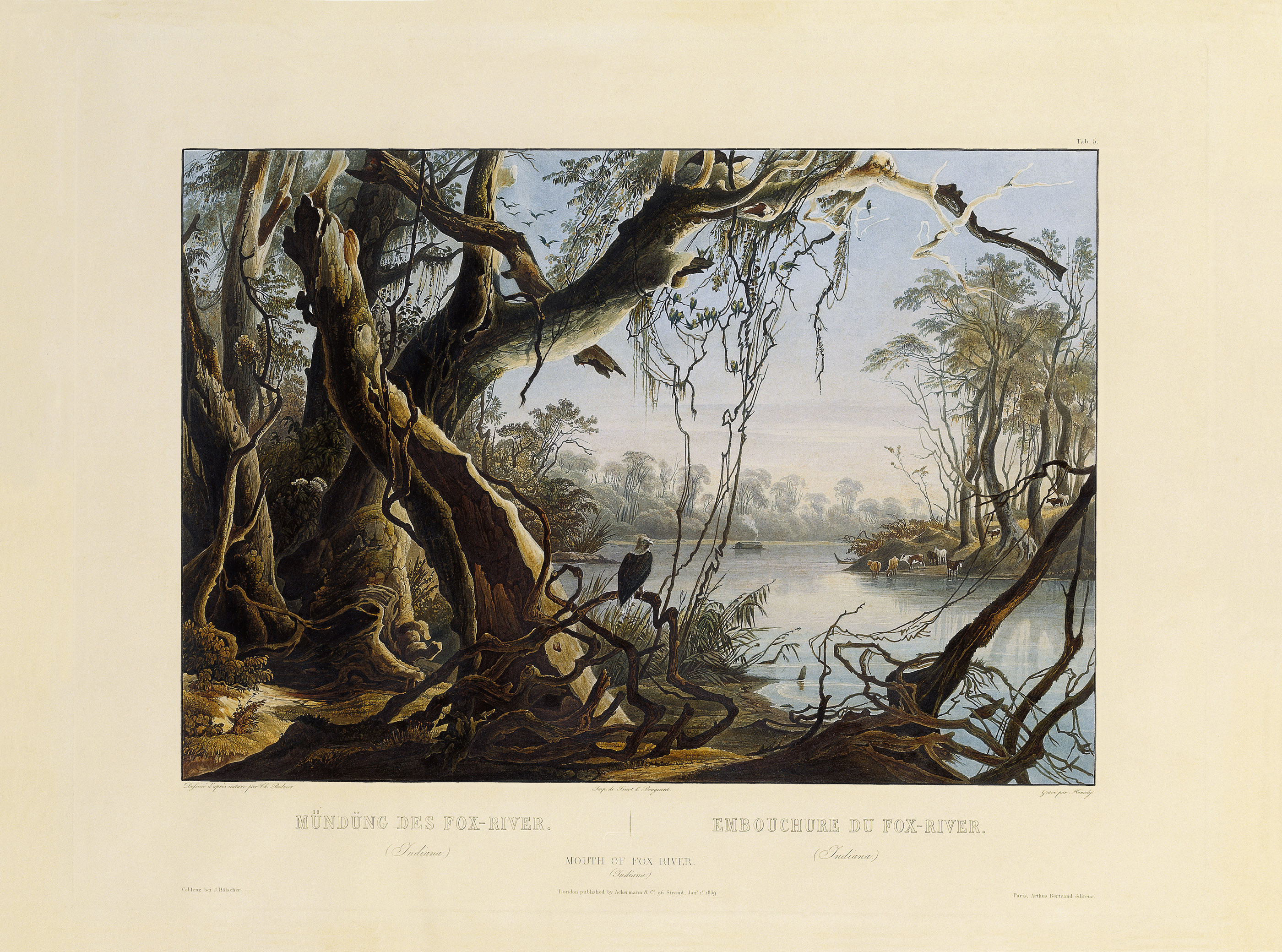
Mündung des Fox River in den Wabash in Indiana. Tableau 5 Original kolorierte Aquatinta um 1839.

### Klangraum
Das Projekt «Klangraum - Akustische Welten der Völker Nordamerikas» wurde 2010 von der Schweizerischen UNESCO-Kommission als Beitrag zum Jahr der Annäherung der Kulturen anerkannt.
Der Klangraum entführt die Hörerschaft in die Welt der Inuit in der Arktis, der Kwakwaka'wakw an der pazifischen Nordwestküste Kanadas sowie der Hopi und Navajo im Südwesten der USA. Die Indigenen Völker Nordamerikas, Kanadas und Alaskas verwendeten ursprünglich keine Schriftsprachen. Die Aufnahme und Weitergabe ihrer Informationen geschah im Wesentlichen durch akustische Kommunikation und orale Überlieferung. Im Klangraum haben die Besuchenden die Möglichkeit, die heutige Lebenswelt der First Nations auf akustischer Ebene kennenzulernen.

### Sonderausstellungen
Einige Sonderausstellungen, die das NONAM seit dem Umzug 2003 präsentiert hat:
- Inuit Art – Kunst zum Überleben (26. Januar – 20. August 2003)
- Katsinam – Zeremonialfiguren der Pueblo–Indianer (21. September 2003 – 30. April 2004)
- Lebenswelten Kunsträume – Zeitgenössische irokesische Kunst (5. Juni – 31. Dezember 2004)
- Cherokee People Today – Fotografien von David G. Fitzgerald (3. Februar – 31. August 2005)
- Traditions of Change – Neue Kunst der Athapasken und Tlingit aus dem Yukon (17. September 2005 – 30. April 2006)
- Schweizer Pioniere – im Land der Sioux und Crow (18. Mai – 3. September 2006)
- Kanu Kajak – Boote der Indianer und Inuit (17. September 2006 – 31. Mai 2007)
- reich geschmückt – Indianischer Schmuck aus Arizona und New Mexico (17. Juni – 15. Oktober 2007)
- Leben am Rande der Welt – Fotografien aus Nordgrönland von Markus Bühler–Rasom (1. November 2007 – 24. Februar 2008)
- Aiguuq! – Arktische Schätze aus Schweizer Museen (8. März – 17. August 2008)
- Karl Bodmer – Ein Schweizer Künstler in Nordamerika (8. Februar – 9. August 2009)
- Mantu'c – Die Sprache der Glasperlen (15. April – 14. November 2010)
- Von Lebertran bis Totemtier – Tiere bei den Indianern und Inuit (10. Februar – 13. November 2011)
- Faszination Indianer – Vorstellungen, Darstellungen – ein Streifzug durch die Jahrhunderte (22. März – 31. Oktober 2012)
- Lernen über Leben - Wenn Indianer & Inuit Schule machen (8. Mai 2013 – 28. Februar 2014)
- Land, Kunst, Horizonte – Land im Spiegel zeitgenössischer indigener Kunst (10. April – 7. September 2014)
- Native Art Now – Zeitgenössische indigene Kunst aus Nordamerika (8. November 2014 – 7. Juni 2015)
- Vanishing Thule – Eine Kultur auf dünnem Eis (1. Oktober 2015 – 28. Februar 2016)
- Calling the Animals – arktische Geschichten, gezeichnet, gedruckt und in Stein gemeisselt (17. März – 3. Juli 2016)
- Bison, Büffel, Buffalo – Auf Spurensuche am Nullpunkt der amerikanischen Bisonpopulation (20. Dezember 2016 – 3. September 2017)
- Leo Yerxa – Geschichten aus dem Waldland (5. Oktober 2017 – 25. Februar 2018)
- Katsinam – Wolkenvolk und Ahnengeister (22. April 2018 – 3. März 2019)
- Curtis – Ein Fotograf und sein Mythos (11. Mai 2019 – 6. September 2020)
- Schau.Lager (8. Dezember 2020 – 28. Februar 2022)
- Waawiindamaw. Promise. Indigene Kunst und koloniale Verträge (8. April – 8. Januar 2023)
- Sedna. Mythos und Wandel in der Arktis (2. Februar – 17. September 2023)
- Move. Indigene Kulturen in Bewegung (3. Mai 2024 – 17. August 2025)
- Honouring Our Future. Yukon First Nations feiern die Zukunft (5. April 2025 – 28. September 2025)

Sonderausstellung Inuit 2024
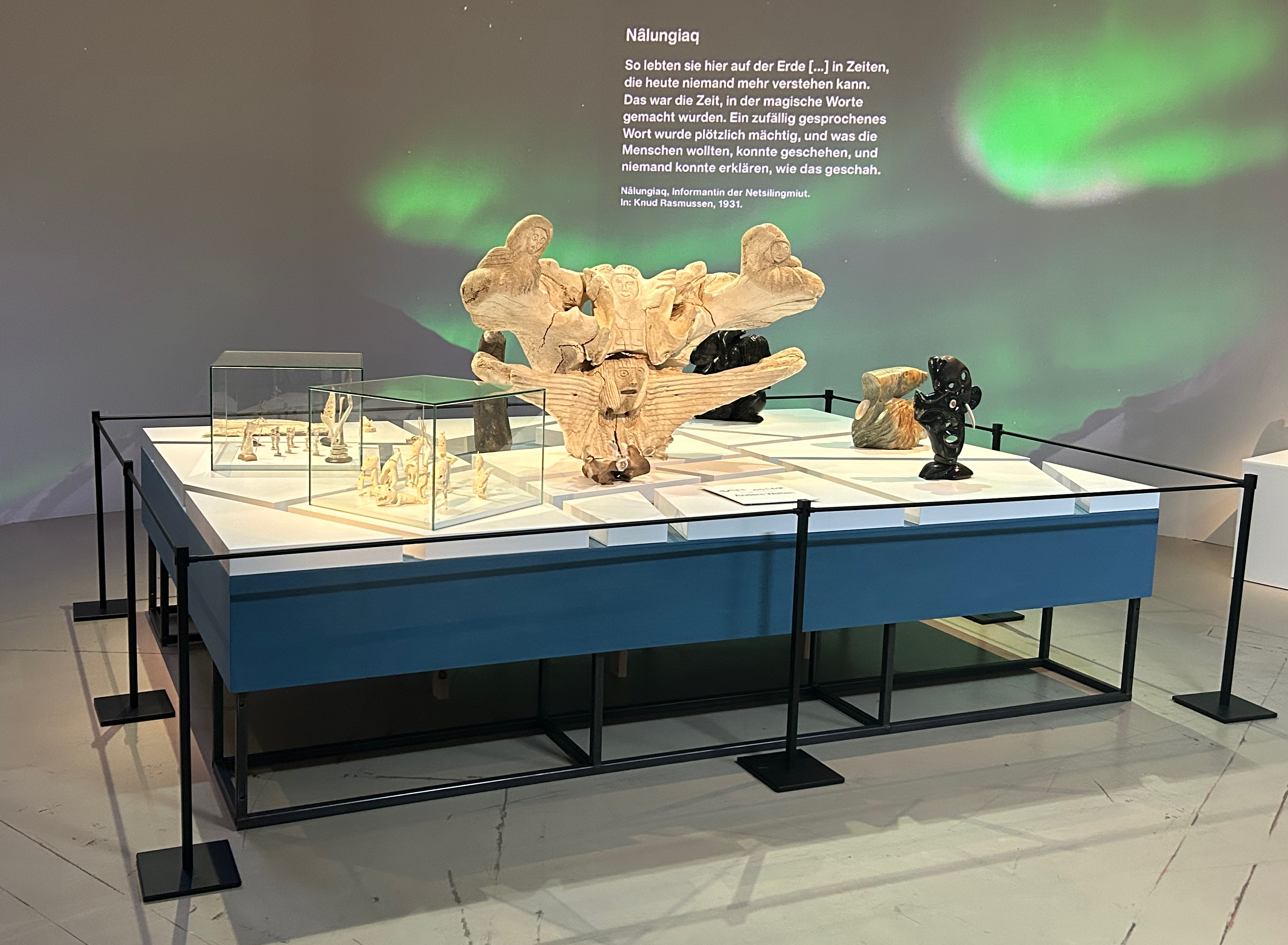
Kunst aus Walknochen
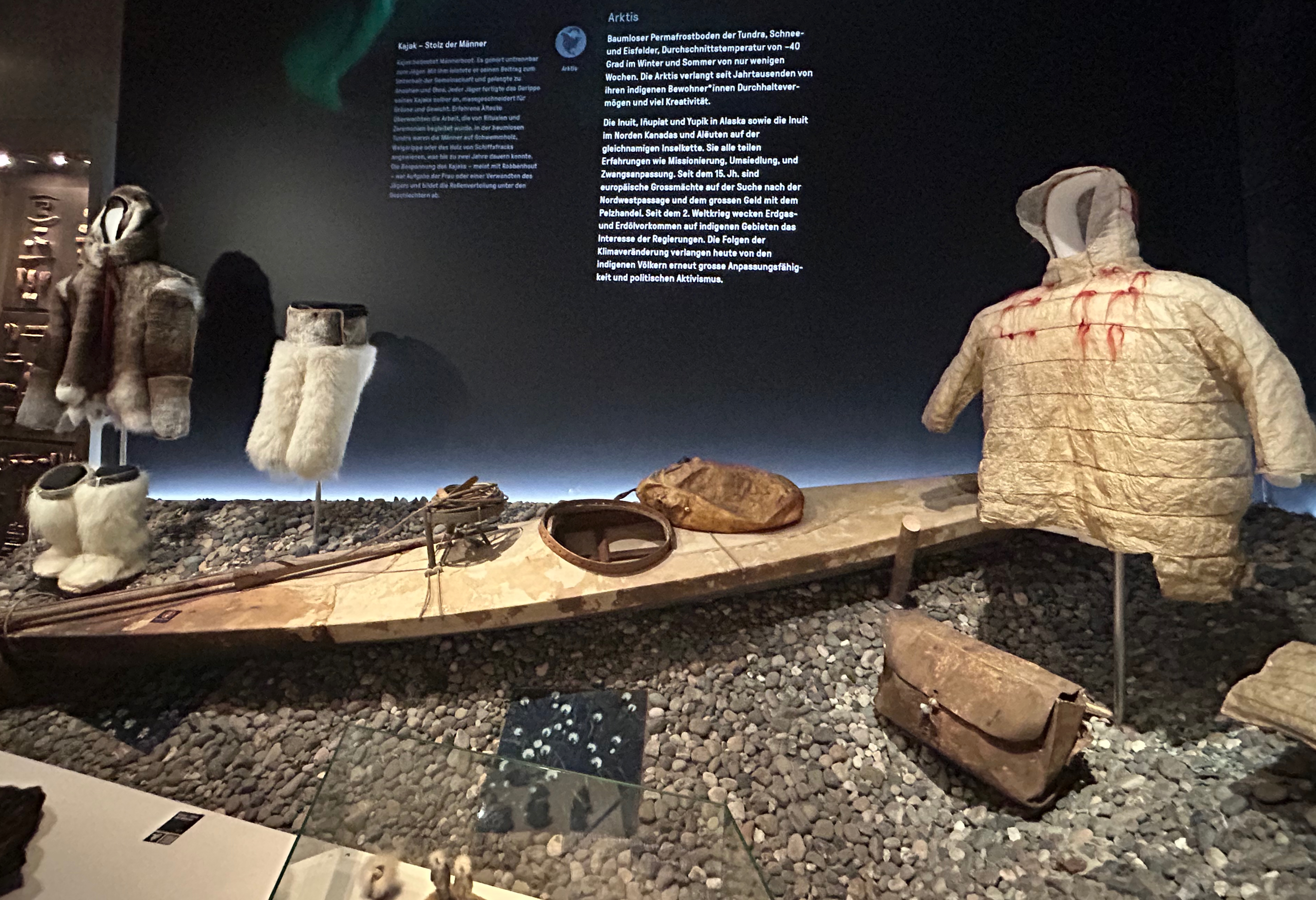
Kleidungsstücke
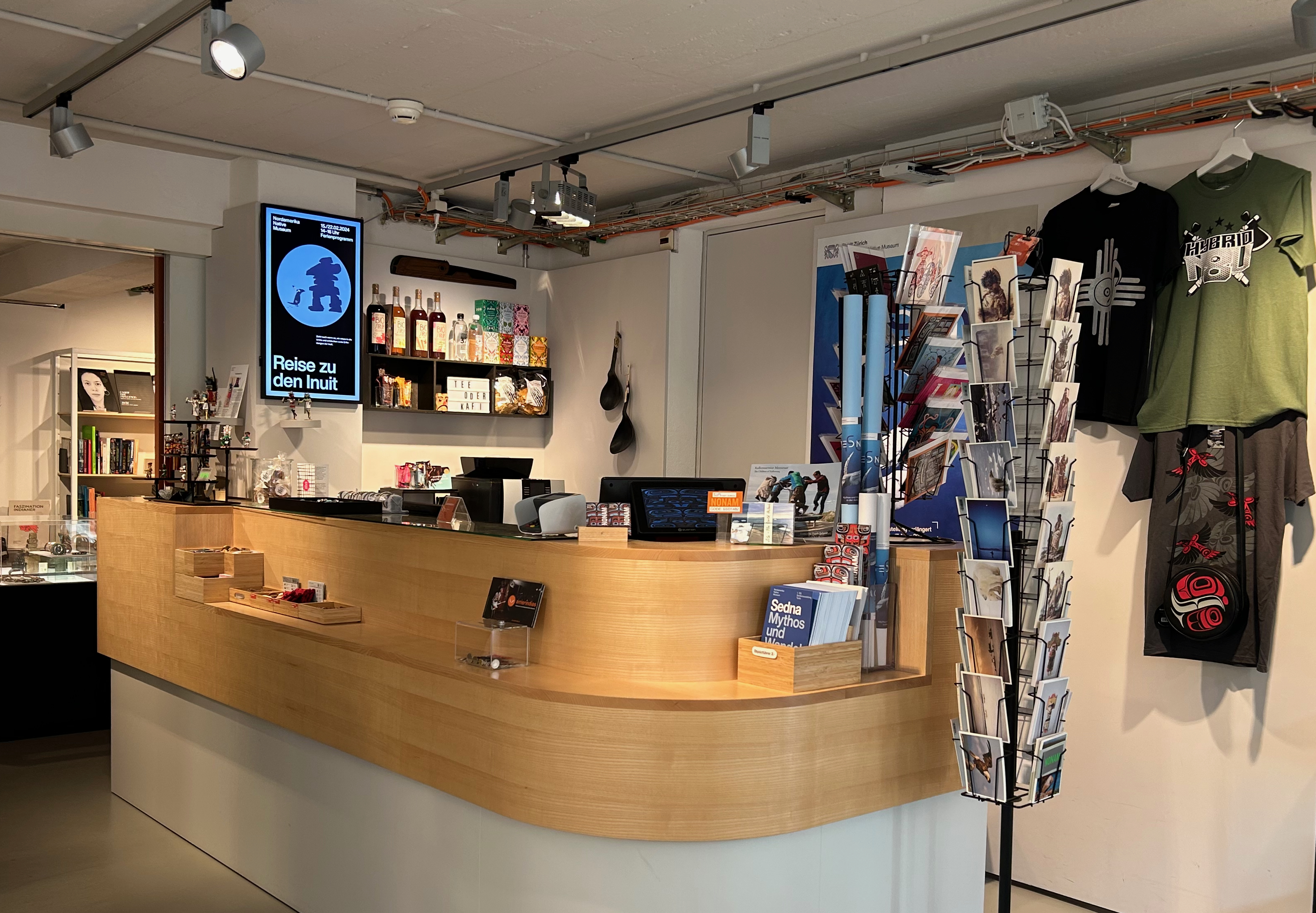
Kleidungsstücke

### Aufführungen
Im März 2018 führte das Museum eine szenische Lesung auf. Diese Inszenierung wurde von elf jungen Leuten erarbeitet. Nach dem Debütroman der aus Alaska stammenden Autorin Bonnie-Sue Hitchcock erzählten sie abwechselnd aus den Perspektiven der vier jungen Hauptfiguren von der Überwindung des Alleinseins und vom Ankommen in der eigenen Geschichte im Alaska der 1970er Jahre. Unter anderem diskutieren die Kinder über Indianer, Eskimos und Weisse im Land und ihre sozialen Bedingungen. Ein Deutscher Jugendliteraturpreis würdigte 2017 den englisch geschriebenen Roman und seine deutsche Übersetzung durch Sonja Finck.

## Kulturvermittlung
Die Kulturvermittlung im NONAM vermittelt zwischen der Ausstellung und dem Publikum. Sie zeigt die unterschiedlichen Aspekte einer Ausstellung auf, verbindet sie mit dem Interesse, dem Verständnis und den Erfahrungen der Besuchenden und geht individuell auf diese ein. Auf der Webseite des NONAM finden sich dazu aktuelle Angebote für unterschiedliche Personengruppen.

## Provenienzforschung
Das NONAM engagierte sich von 2021 bis 2022 im vom Bundesamt für Kultur (BAK) geförderten Provenienzforschungsprojekt der Digitalisierung und Provenienzrecherche zur Nordamerika-Sammlung Gottfried Hotz (1901–1977).
2023/24 widmete sich das Museum in einem weiteren vom BAK geförderten Provenienzforschungsprojekt der Erfassung und kollaborativen Beforschung der Hopi-Sammlung NONAM.

## Leitung und Finanzierung

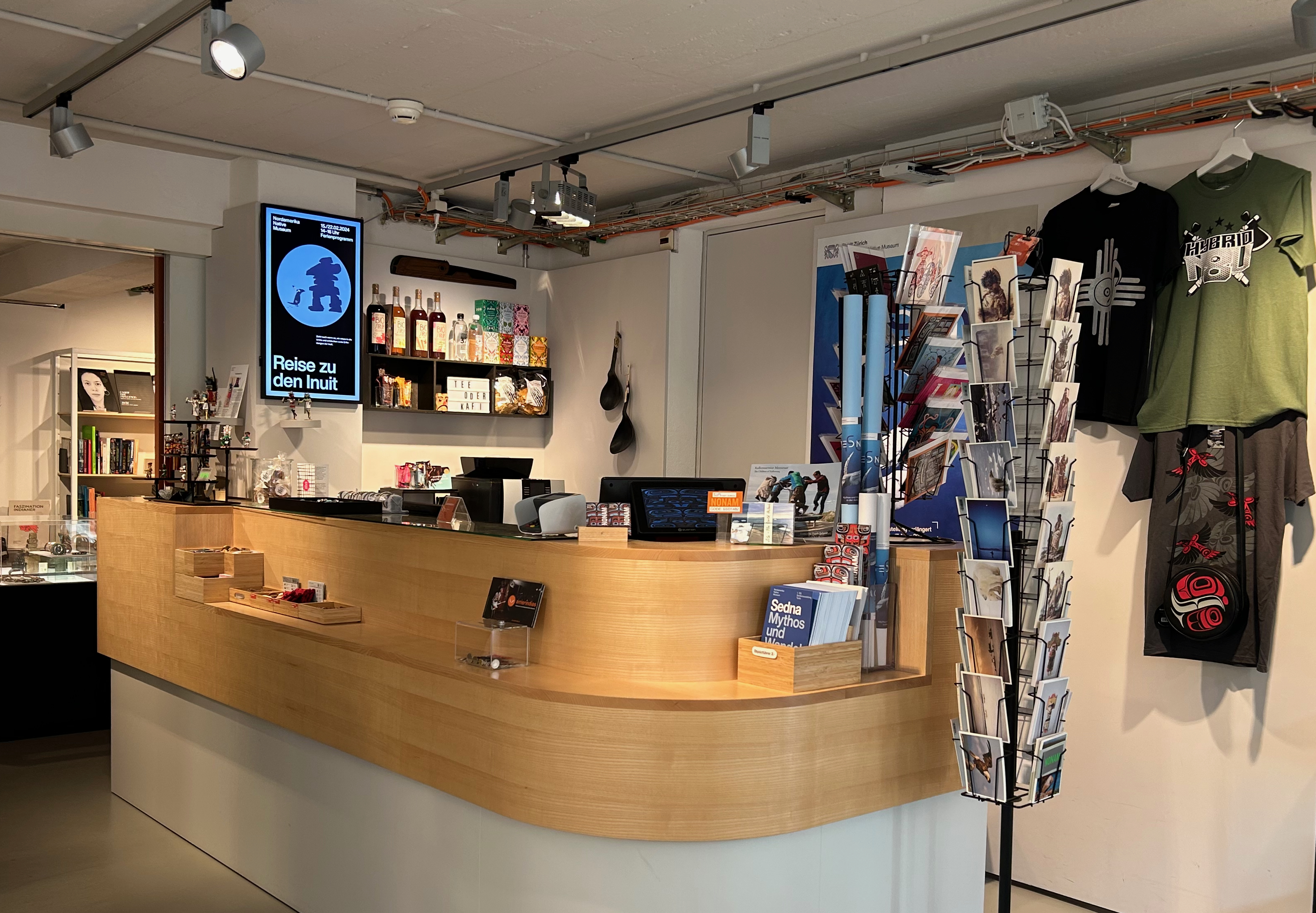
Eingangsbereich

Der Name des Museums, Nordamerika Native Museum, soll die Arbeitsbereiche des Museums verdeutlichen. Nach Hans Längs altersbedingtem Rücktritt im April 1993 war die Pädagogin und Ethnologin Denise Daenzer bis zum Februar 2012 die leitende Kuratorin. Die Museumsleitung liegt bei Heidrun Löb (Leitende Kuratorin) und Markus Roost (Leiter Visuelle und Ausstellungsgestaltung). (Stand: 26. April 2023)
Das NONAM wird zur Hauptsache durch die Stadt Zürich (Schul- und Sportdepartement) finanziert, welche das jährliche Betriebsbudget, die Personalkosten und die Miete trägt. Stiftungen und Firmen leisten zusätzlich punktuelle finanzielle Beiträge an das Museum. Der 1993 gegründete Förderverein Amerindias unterstützt und organisiert Veranstaltungen, Führungen und Workshops sowie Reise- und Aufenthaltskosten von indigenen Gästen, die den normalen Budgetrahmen des Museums sprengen würden. Im Gegenzug erhalten Mitglieder des Fördervereins freien Eintritt in die Ausstellungen und bekommen Vergünstigungen beim Einkauf im NONAM-Shop.